# مضاعف (كلوروميثيل) الإيثر
مضاعف (كلوروميثيل) الإيثر هو عبارة عن مركب عضوي صيغته الكيميائية (CH2Cl)2O . وهو أحد إيثرات الكلوروألكيل . ويستخدم هذا السائل عديم اللون للمثيلة الكلورية للركائز «المواد البادئة» العطرية . ويتم إنتاجه صناعياً من البارافورمالدهيد ومزيج من حمض الكلوروسلفونيك وحمض الكبريتيك .

## الأمان (السلامة)
ثنائي (كلوروميثيل) إيثر هو مادة مسرطنة . وقد يزيد التعرض المزمن له من حدوث سرطان الخلايا الشوفانية ، وهو أحد أنواع سرطان الرئة .